# Huub Broers
 (octobre 2017).
Si vous disposez d'ouvrages ou d'articles de référence ou si vous connaissez des sites web de qualité traitant du thème abordé ici, merci de compléter l'article en donnant les références utiles à sa vérifiabilité et en les liant à la section « Notes et références ».
Pour les articles homonymes, voir Broers.
Huub Broers, né le 5 décembre 1951 à Fouron-le-Comte, est un homme politique belge flamand, membre de la N-VA, ancien membre du CD&V.
Il est instituteur. Il était jusqu'en 2020 le bourgmestre des Fourons.

## Carrière politique
- 1983-     : Conseiller communal à Fourons
- 1989-2001 : Échevin à Fourons
- 2001-2020 : Bourgmestre de Fourons.
- 2010-2014 : Sénateur belge coopté.
- 2018- : Président du conseil provincial